# Kamélia
Kamélia é uma boneca que é considerada um símbolo do Carnaval de Manaus.

## História
A história da chegada da Kamélia remonta a 1938, quando um dirigente do Olímpico Clube levou uma boneca comprada na Bahia para o desfile de Carnaval.
No ano de 1955, por um pedido do então prefeito Walter Rayol, a tradição foi retomada, e finalmente oficializada em 1958 quando o prefeito Gilberto Mestrinho entregou as chaves da cidade à boneca.
A tradição da chegada da Kamélia é considerada patrimônio imaterial do Estado do Amazonas. A escola de samba Império da Kamélia foi batizada em sua homenagem.